# Сарагоса, Брайан
Бра́йан Сараго́са Марти́нес (исп. Bryan Zaragoza Martínez; 9 сентября 2001, Малага, Испания) — испанский футболист, вингер клуба «Бавария» и сборной Испании. Выступает на правах аренды за клуб «Сельта».

## Клубная карьера
Сарагоса присоединился к академии «Гранады» в 2019 году. 23 сентября 2020 года он был отдан в аренду в клуб Сегунды Б «Эль-Эхидо».
30 ноября 2021 года Брайан дебютировал за основную команду «Гранады» в матче Кубка Испании против клуба «Лагуна де Тенерифе». 12 сентября 2022 года он впервые сыграл в Сегунде в матче против «Эйбара».
18 ноября 2022 года Сарагоса забил первый гол на профессиональном уровне в матче Сегунды против «Альбасете».
6 декабря 2023 года было объявлено о переходе Сарагосы в «Баварию» в начале сезона 2024/25, он подпишет контракт до 30 июня 2029 года. Сумма трансфера составит около 15 миллионов евро. 1 февраля 2024 года «Бавария» объявила о переходе игрока на правах аренды до конца сезона 2023/24. По окончании сезона аренда закончится, и вступит в силу контракт, о котором было объявлено ранее. Дебютировал за мюнхенцев 18 февраля в матче Бундеслиги против «Бохума» (2:3), выйдя на замену вместо Йозуа Киммиха.

## Карьера в сборной
10 октября 2023 года Сарагоса впервые был вызван в сборную Испании, он заменил травмированного Ламина Ямаля на предстоящие матчи квалификации Евро-2024. 12 октября 2023 года Брайан дебютировал за «красную фурию» в матче квалификации против сборной Шотландии.

## Статистика выступлений

### Клубная
| Выступление      | Выступление      | Выступление      | Лига | Лига | Кубки | Кубки | Еврокубки | Еврокубки | Прочие | Прочие | Итого | Итого |
| Клуб             | Лига             | Сезон            | Игры | Голы | Игры  | Голы  | Игры      | Голы      | Игры   | Голы   | Игры  | Голы  |
| ---------------- | ---------------- | ---------------- | ---- | ---- | ----- | ----- | --------- | --------- | ------ | ------ | ----- | ----- |
| Гранада          | Примера          | 2021/22          | 0    | 0    | 1     | 0     | 0         | 0         | 0      | 0      | 1     | 0     |
| Гранада          | Сегунда          | 2022/23          | 34   | 5    | 2     | 0     | 0         | 0         | 0      | 0      | 36    | 5     |
| Гранада          | Примера          | 2023/24          | 21   | 6    | 0     | 0     | 0         | 0         | 0      | 0      | 21    | 6     |
| Гранада          | Итого            | Итого            | 55   | 11   | 3     | 0     | 0         | 0         | 0      | 0      | 58    | 11    |
| Бавария          | Бундеслига       | 2023/24          | 7    | 0    | 0     | 0     | 0         | 0         | 0      | 0      | 7     | 0     |
| Бавария          | Итого            | Итого            | 7    | 0    | 0     | 0     | 0         | 0         | 0      | 0      | 7     | 0     |
| Осасуна          | Примера          | 2024/25          | 13   | 1    | 0     | 0     | 0         | 0         | 0      | 0      | 13    | 1     |
| Осасуна          | Итого            | Итого            | 13   | 1    | 0     | 0     | 0         | 0         | 0      | 0      | 13    | 1     |
| Всего за карьеру | Всего за карьеру | Всего за карьеру | 75   | 12   | 3     | 0     | 0         | 0         | 0      | 0      | 78    | 12    |

### Матчи и голы за сборную
| Матчи и голы Сарагосы за сборную Испании | Матчи и голы Сарагосы за сборную Испании | Матчи и голы Сарагосы за сборную Испании | Матчи и голы Сарагосы за сборную Испании | Матчи и голы Сарагосы за сборную Испании | Матчи и голы Сарагосы за сборную Испании |
| №                                        | Дата                                     | Оппонент                                 | Счёт                                     | Голы                                     | Соревнование                             |
| ---------------------------------------- | ---------------------------------------- | ---------------------------------------- | ---------------------------------------- | ---------------------------------------- | ---------------------------------------- |
| 1                                        | 12 октября 2023                          | Шотландия                                | 2:0                                      | —                                        | Отборочные матчи ЧЕ-2024                 |
| 2                                        | 15 октября 2024                          | Сербия                                   | 3:0                                      | —                                        | Лига наций УЕФА 2024/2025                |
| 3                                        | 18 ноября 2024                           | Швейцария                                | 3:2                                      | 1                                        | Лига наций УЕФА 2024/2025                |

Итого: 3 матча / 1 гол; 3 победы, 0 ничьих, 0 поражений.

## Достижения
«Гранада»
- Чемпион Сегунды: 2022/23